# 支尔莫乡
支尔莫乡，是中华人民共和国四川省凉山彝族自治州昭觉县曾经下辖的一个乡。2021年1月12日，撤销支尔莫乡，其所属行政区域为古里镇的行政区域。

## 行政区划
支尔莫乡撤销前下辖以下地区：
不色列洛村、阿举某佐村、熟租村、阿土列尔村和依沃瓦觉（康复）村。